# Brothers: A Tale of Two Sons
Brothers: A Tale of Two Sons är ett datorspel som utvecklats av Starbreeze Studios och gavs ut av 505 Games den 7 augusti 2013 på Xbox Live Arcade och den 3 september 2013 på Steam (för Windows PC) och PlayStation Network. Josef Fares står för manus och regi.

## Spelmekanik
Brothers presenteras i ett tredje personens perspektiv, där två bröder visas ovanifrån. De två bröderna kontrolleras av var sin joystick på hand-kontroll-enheten (eller av varsin grupp piltangenter på tangentbordet). Höger och vänster trigger-knapp är mappad på varsin broder. De aktiverar interaktion med spelvärlden. Denna interaktion kan till exempel vara att brodern pratar med en karaktär som är inbyggd i spelet eller hoppar upp och tar tag i ett närliggande föremål. Den äldre brodern är starkare och kan manövrera tunga handtag eller hjälpa den yngre brodern upp på en hög klipphylla. Den yngre brodern kan ta sig igenom ett galler av täta stänger. Spelaren kommer vidare i spelet genom att manipulera de två bröderna parallellt så att diverse småproblem blir lösta. Det är ofta nödvändigt att bröderna gör olika saker men samtidigt. Som exempel finns en passage där den ena brodern måste distrahera en fientlig inbygg figur i spelet, så den andra kan ta sig fram i terrängen utan att bli angripen. Om någon av bröderna misslyckas allvarligt, till exempel genom att falla från en hög höjd, startar spelet om från den närmast liggande tidigare uppnådda checkpunkten. Dessa punkter ligger ganska tätt.

## Utveckling
Brothers: A Tale of Two Sons, tidigare under arbetsnamnet P13, utvecklades av Starbreeze Studios och var det första spelet som kom ur publicerings-samarbetet med 505 Games. Spelet använder Unreal Engine 3, och utvecklades i samarbete med den svenska prisbelönte filmregissören Josef Fares.
Den 16 januari, 2015, rapporterades det att Starbreeze sålde rättigheterna till Brothers till 505 Games för 
500 000 dollar. Den 10 juni, 2015, kungjorde 505 Games att spelet skulle släppas för PlayStation 4 och Xbox One under mitten av 2015 och innehålla regissörens kommentarer, ljud-spåret och bilder som ritats under det tidiga utvecklingsarbetet. Spelet släpptes för iOS den 22 oktober, 2015. En Android-version av spelet släpptes 26 maj, 2016 i Play Store.

## Utmärkelse
Brothers utsågs till Best Xbox Game (Bästa spel för Xbox 360) på 2013 års VGX Award Show (tidigare kallad Spike Video Game Awards).